# Нове життя (Данте)
«Нове життя» (італ. «La Vita Nuova») — збірка творів видатного iталiйського поета Данте Аліг'єрі в 1283 —1293 роках. Має форму прозиметрума — чергувань віршованих та прозових фрагментів. Належить до числа найбільш ранніх літературних творів, написаних в Італії живою  італійською мовою (а не латиною). Книга «Нове життя» сприяла кодифікації тосканського діалекту.

## Структура
Збірка містить 42 короткі розділи з коментарями до 25 сонетів, 1 баладу, 4 канцони і ще одну незакінчену канцону, написання якої було перервано смертю Беатріче Портінарі, кохання всього життя автора.
Коментарі Данте складаються із двох частин, пояснюють кожен вірш. Глави містять вірші, що складаються з трьох частин: напівавтобіографічних розповідей, лірики й короткого структурованого нарису про лірику. Вірші є обрамленням розповіді про кохання Данте до Беатріче з першого погляду (коли йому було дев'ять, а їй вісім років та чотири місяці), весь шлях його жалоби по смерті коханої, і рішучості написати про неї те, «що ніколи не було написано про жодну жінку». Кожна окрема секція коментаря підсилює ідею Данте про романтичне кохання як первинний крок духовного розвитку, що пробуджує здатність до божественного кохання.
Данте виявив незвичайний підхід до свого твору:
1. опирається на особистий досвід і пережиті події,
2. часто звертається до читача.

Написання твору італійською мовою розпочало вервечку змін у європейській поезії, коли багато інших поетів відмовилися від високих стилістичних форм у написанні творів.

## Особистість
Данте хотів зібрати й опублікувати лірику, у якій описував кохання до Беатріче. Автор пояснює автобіографічний контекст своєї композиції й звертає увагу на структуру кожного ліричного вірша. Хоча результатом є поворотний пункт в автобіографії (найбільший успіх з часів Сповіді "Святого Августина", що була написана в V столітті) і всій середньовічній літературі, нове життя було віддалене від автобіографічного мотиву. Однак Данте зі своєю публікою були зацікавлені в куртуазних емоціях, їхньому розвитку, віршованому вираженні, розкритті у постійних інтелектуальних пошуках істини божественного створення світу та у тому, як кохання може надавати благословення людській душі й наблизити її до Бога.
Імена людей в поемі, включаючи й саму Беатріче, використовуються без прізвищ або будь-яких інших деталей, які могли б допомогти читачам ототожнити їх з жителями Флоренції. Використано ім'я «Беатріче», тому що воно було як її справжнім, так і символічним, даними їй при благословенні. Таким чином, імена та самі люди фігурують у творі як метафори. Відомо також, що "Нове життя" — це автобіографічна сповідь, яка була написана ним біля могили Беатріче. У розділі XXIV, «Я відчував, як у серці прокидався закоханий дух, що в ньому давно дрімав» (італ. «Io mi senti' svegliar dentro a lo core») Данте зустрічається з Любов'ю, або Аморе, яка просить автора зробити все найкраще, для свого вшанування.
Сам Данте не називає себе в La Vita Nuova. Він посилається на Гвідо Кавальканті як на «свого першого друга», на свою сестру як на «молоду і знатну даму», яка була йому найближчою кровною родичкою. Читачеві надається можливість бути свідком життєвих обставин та ліричної боротьби розуму безіменного героя і всіх людей, що його оточують.